# Chržín
Chržín (Duits: Cherschin) is een Tsjechische gemeente in de regio Midden-Bohemen en maakt deel uit van het district Kladno. Het dorp ligt op 3 km afstand van Velvary en op 7 km afstand van Kralupy nad Vltavou.
Chržín telt 348 inwoners (2023).

## Geografie
De gemeente Chržín bestaat uit de volgende plaatsen:
- Chržín;
- Budihostice;
- Dolní Kamenice.

## Geschiedenis
De eerste schriftelĳke vermelding van het dorp dateert van 1292.
Sinds 1960 is Chržín een zelfstandige gemeente binnen het district Kladno.

## Verkeer en vervoer

### Autowegen
Weg I/16 loopt door het dorp en verbindt Chržín met Slaný en Mělník.

### Spoorlĳnen
Er is geen station in het dorp. Het dichtstbijzijnde station is Velvary, op 2,5 km afstand. Dat station ligt aan spoorlĳn 111 Kralupy nad Vltavou - Velvary.

### Buslĳnen
Er rĳdt een buslĳn Vraný - Velvary - Praag (1 keer per dag per richting) van vervoerder ČSAD Slaný en een buslĳn Velvary - Nová Ves (7 keer per dag) van vervoerder Autodoprava LAMER door het dorp.

### Vliegverkeer
In de buurt van het dorp ligt Vliegveld Sazená.

## Bezienswaardigheden
- Sint-Clemenskerk

## Trivia
- Op het kerkhof naast de Sint-Clemenskerk ligt metereoloog, professor en rector van de Karelsuniversiteit Antonín Strnad begraven.

## Galerĳ

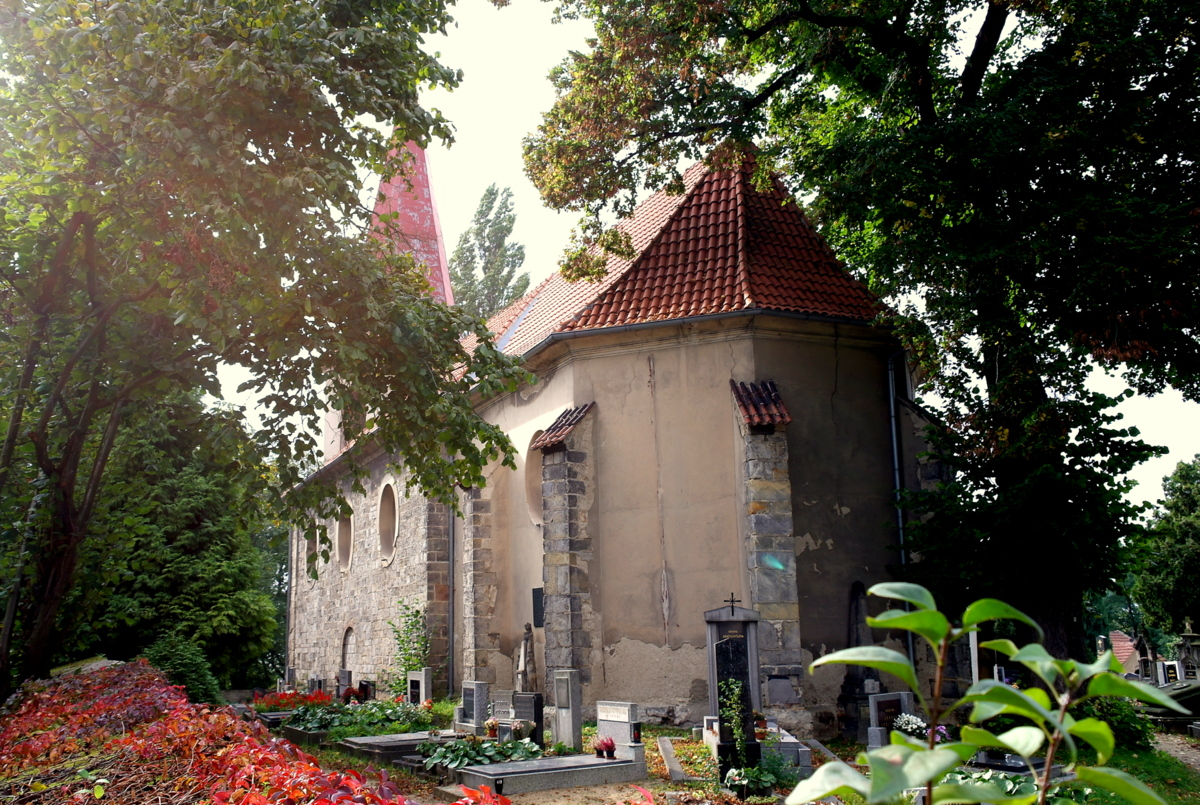
Kerkhof en Sint-Clemenskerk
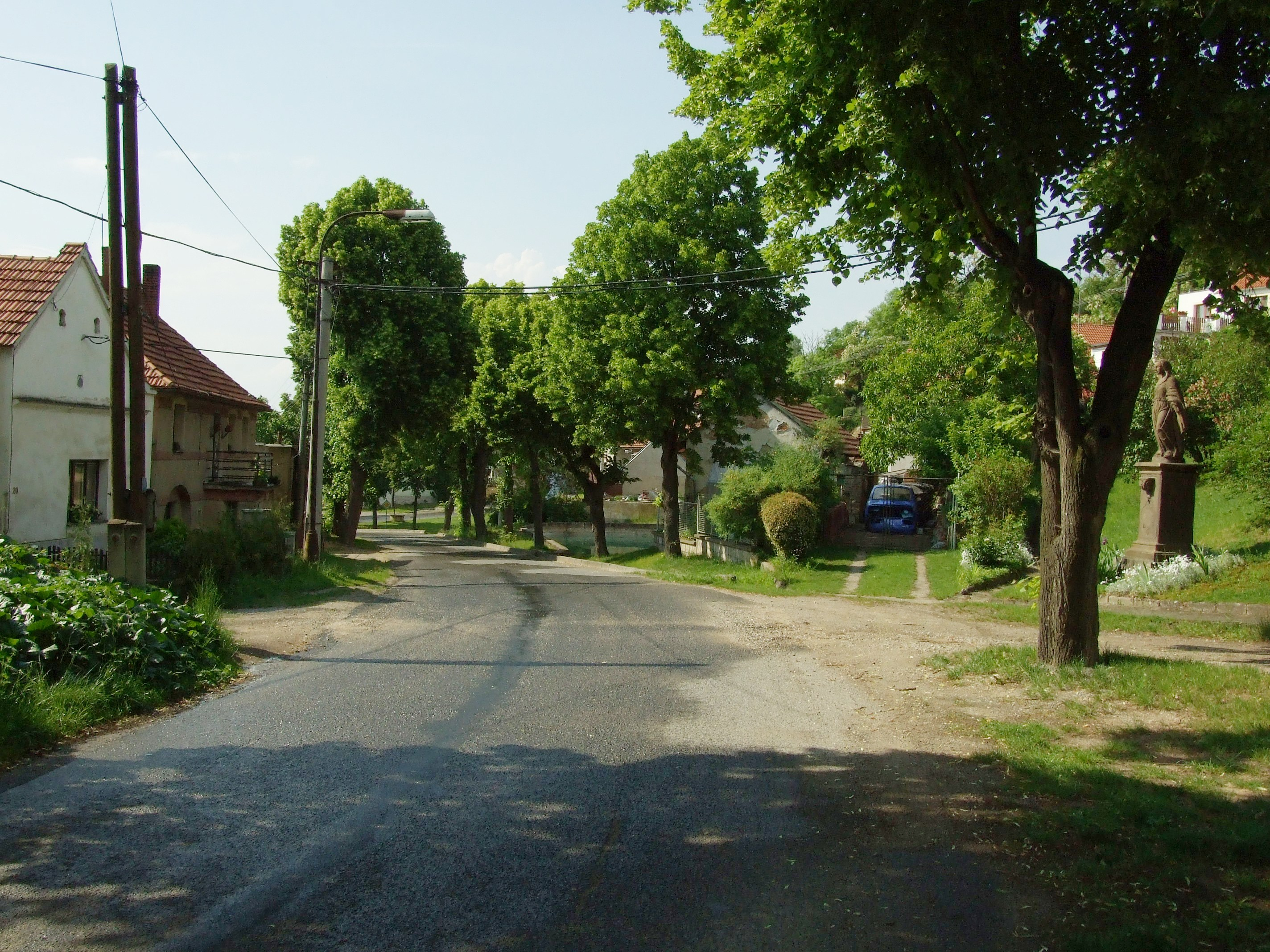
Weg door Chržín
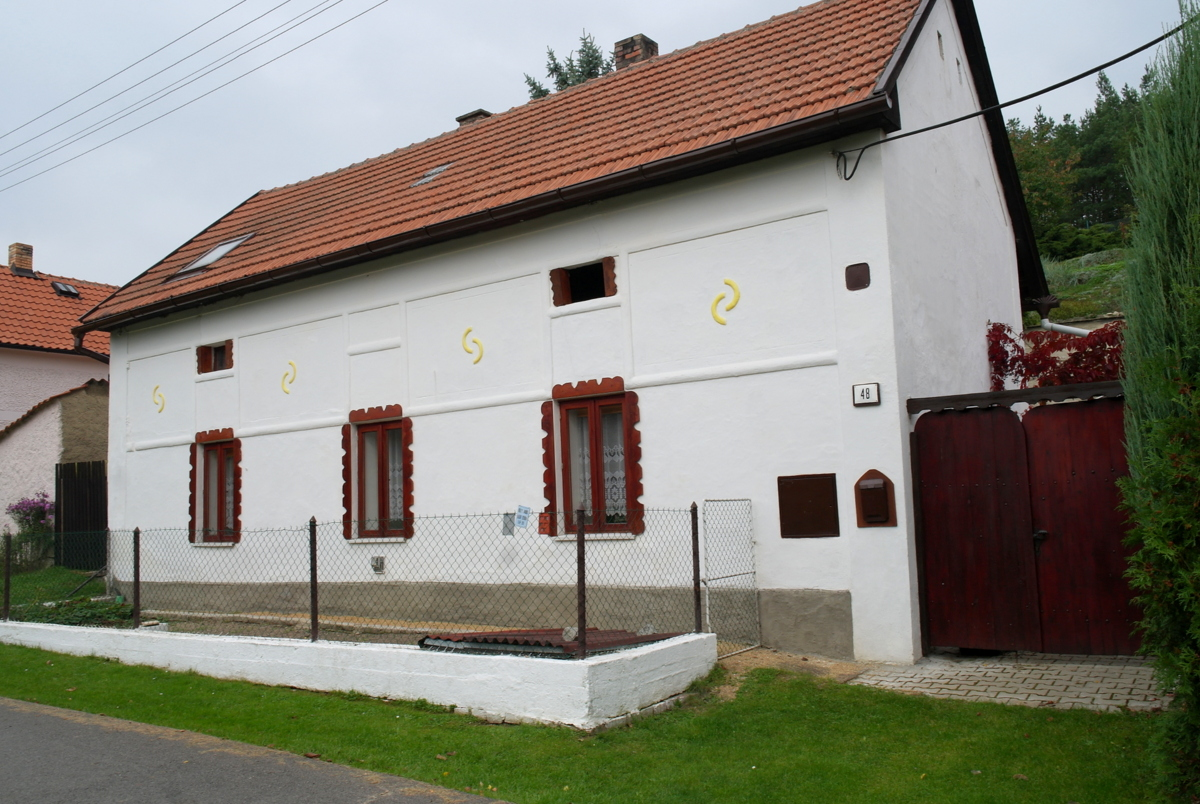
Huis in Chržín
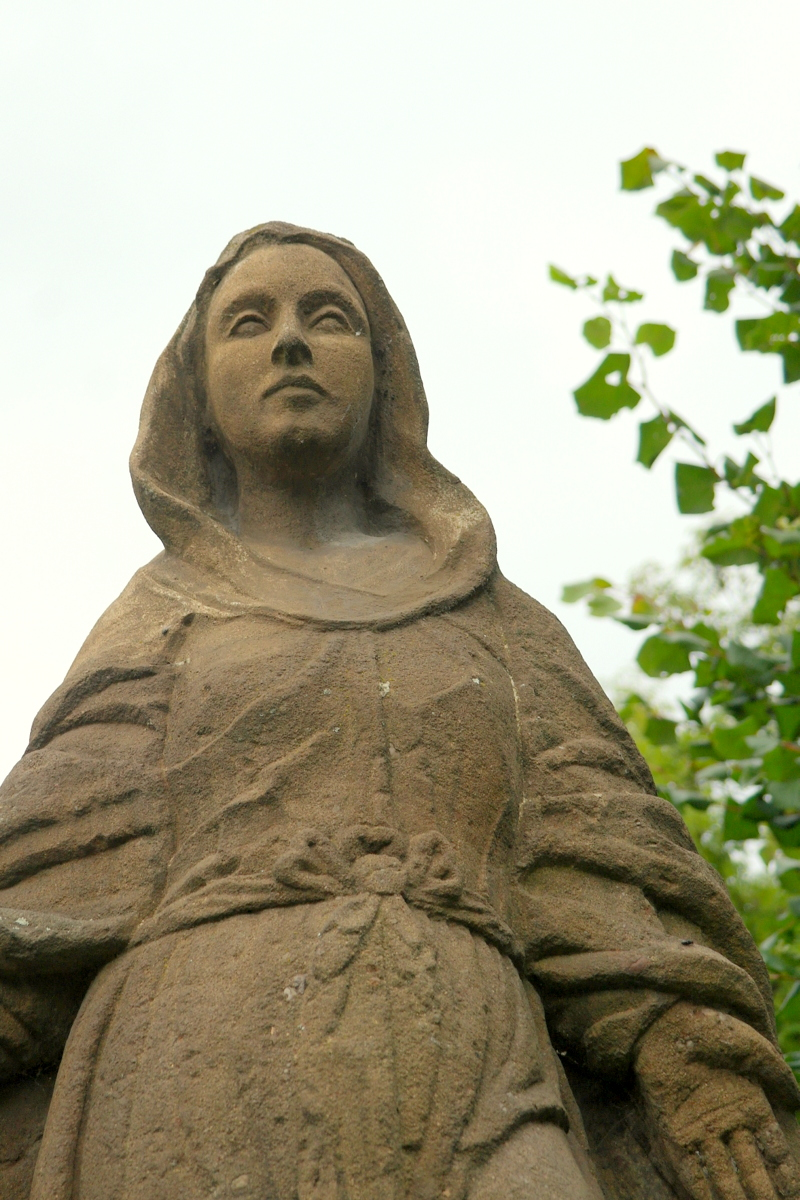
Beeld van een heilige
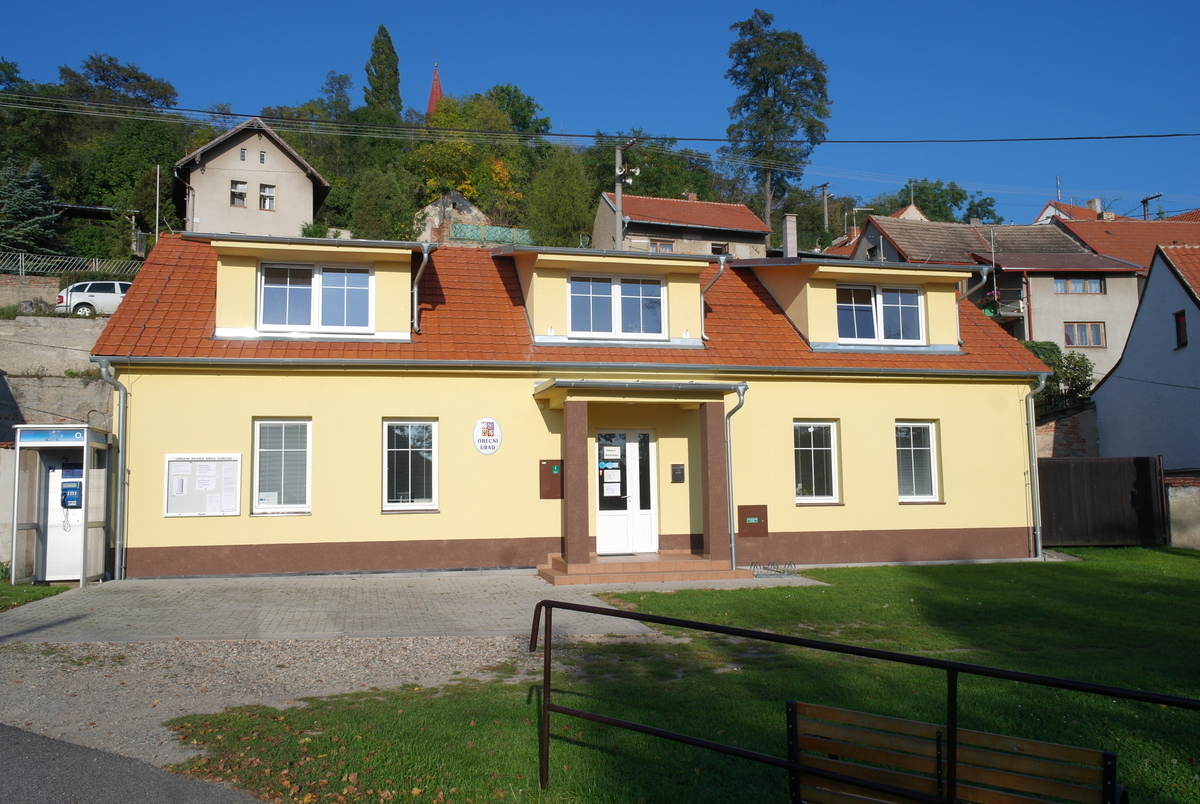
Gemeentehuis en bibliotheek
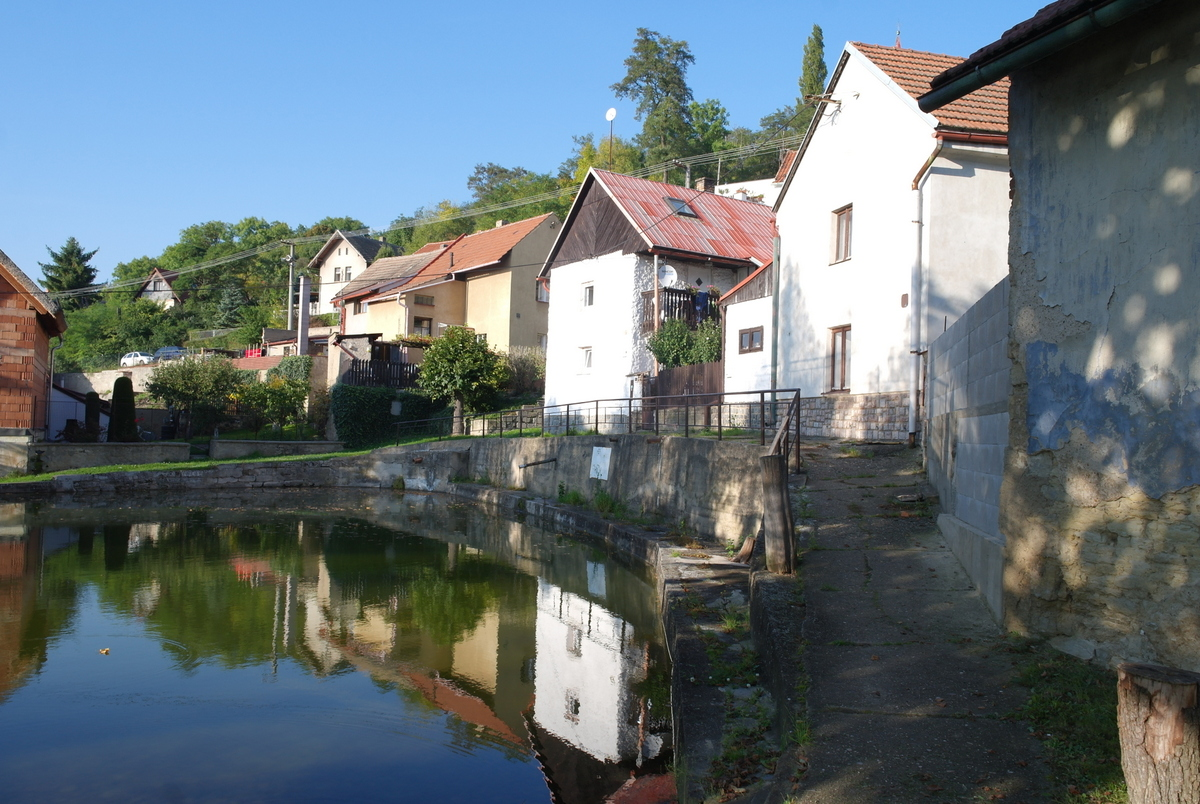
Dorpsvĳver met huizen
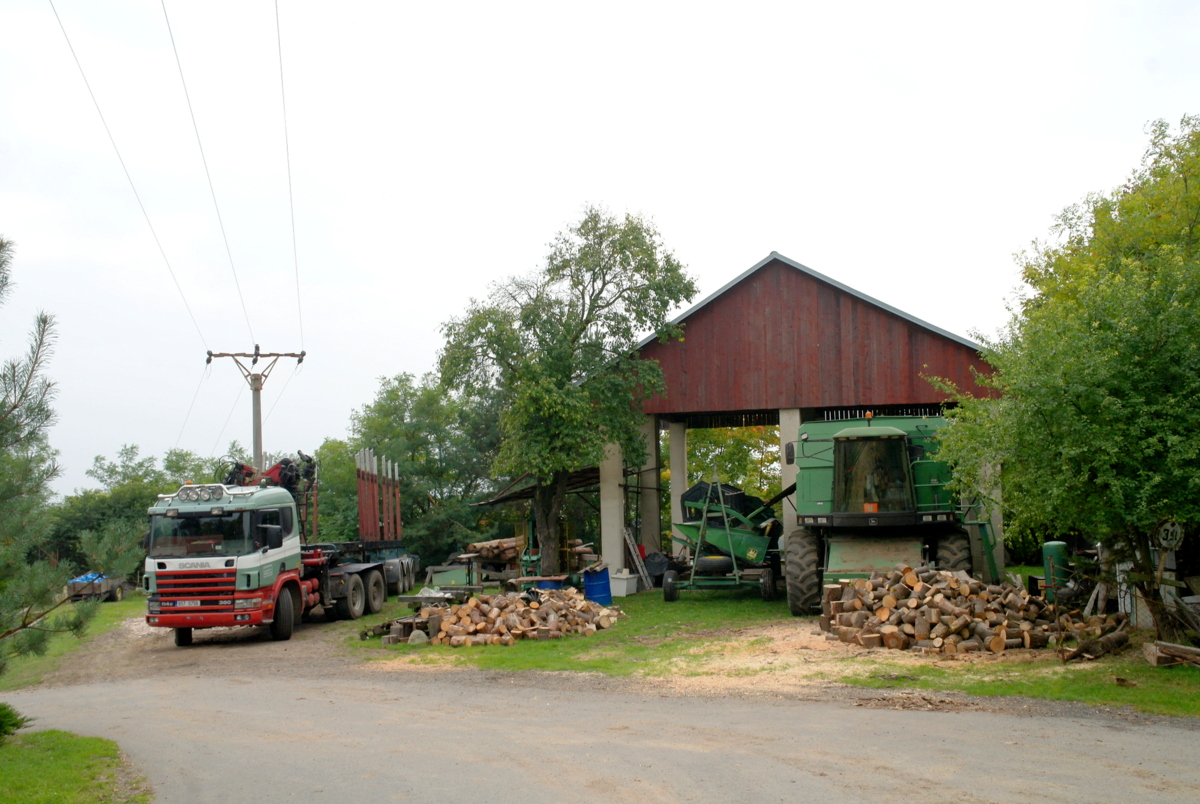
Agrarisch bedrĳf in het dorp